# SN 2009ca
SN 2009ca – supernowa typu Ic odkryta 3 kwietnia 2009 roku w galaktyce A212622-4051. W momencie odkrycia miała maksymalną jasność 17,10m.